# Мікула-Ноуе
Мікула-Ноуе (рум. Micula Nouă) — село у повіті Сату-Маре в Румунії. Входить до складу комуни Мікула.
Село розташоване на відстані 457 км на північний захід від Бухареста, 14 км на північ від Сату-Маре, 136 км на північ від Клуж-Напоки.

## Населення
За даними перепису населення 2002 року у селі проживали 444 особи.
Національний склад населення села:
| Національність | Кількість осіб | Відсоток |
| -------------- | -------------- | -------- |
| румуни         | 362            | 81,5%    |
| українці       | 73             | 16,4%    |
| угорці         | 6              | 1,4%     |

Рідною мовою назвали:
| Мова       | Кількість осіб | Відсоток |
| ---------- | -------------- | -------- |
| румунська  | 368            | 82,9%    |
| українська | 67             | 15,1%    |
| угорська   | 6              | 1,4%     |